# Golden Gate

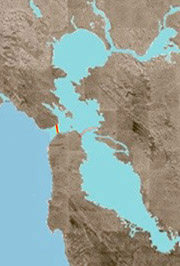
Die Meerenge, rot markiert die Golden Gate Bridge

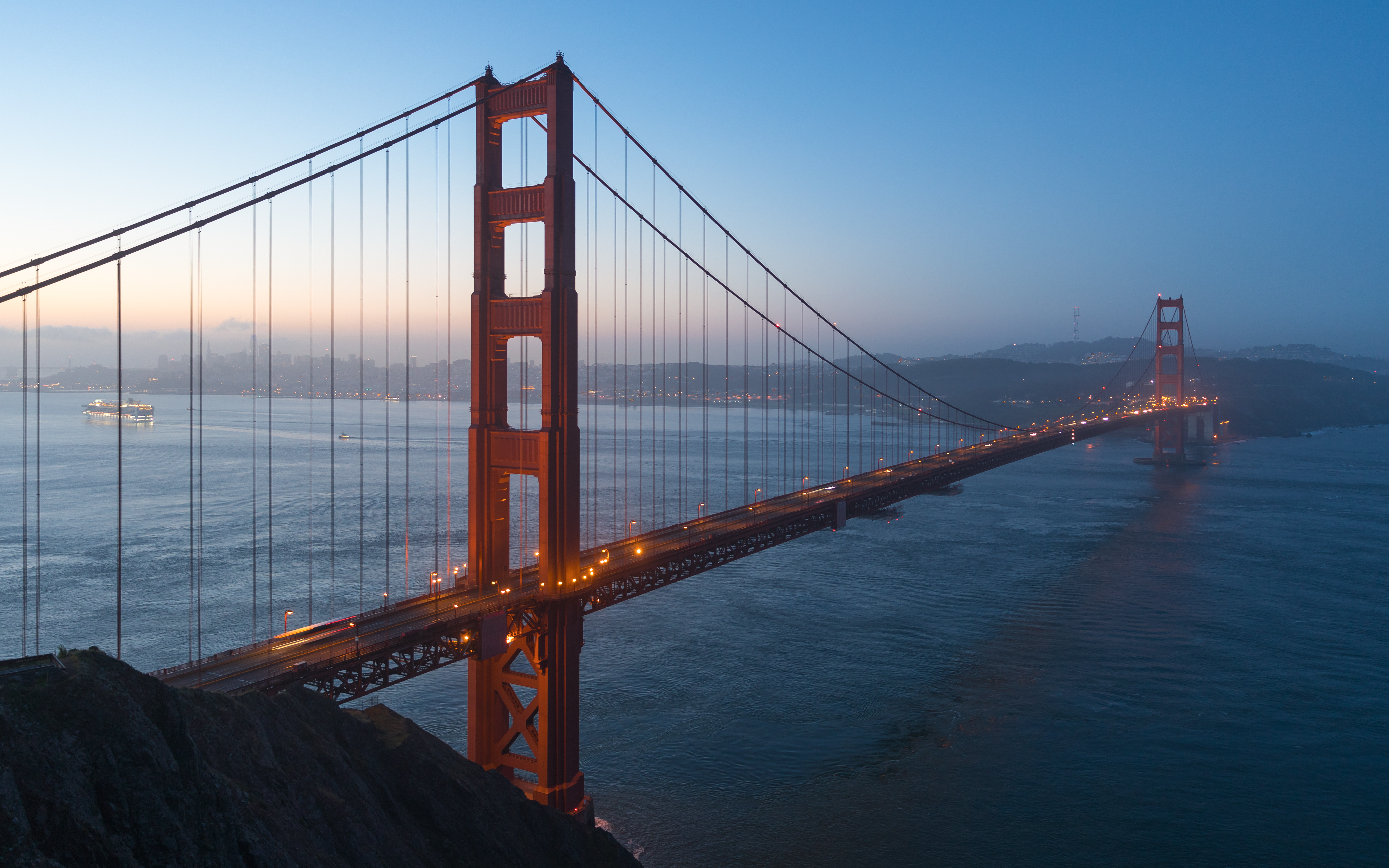
Das Golden Gate mit der berühmten Brücke

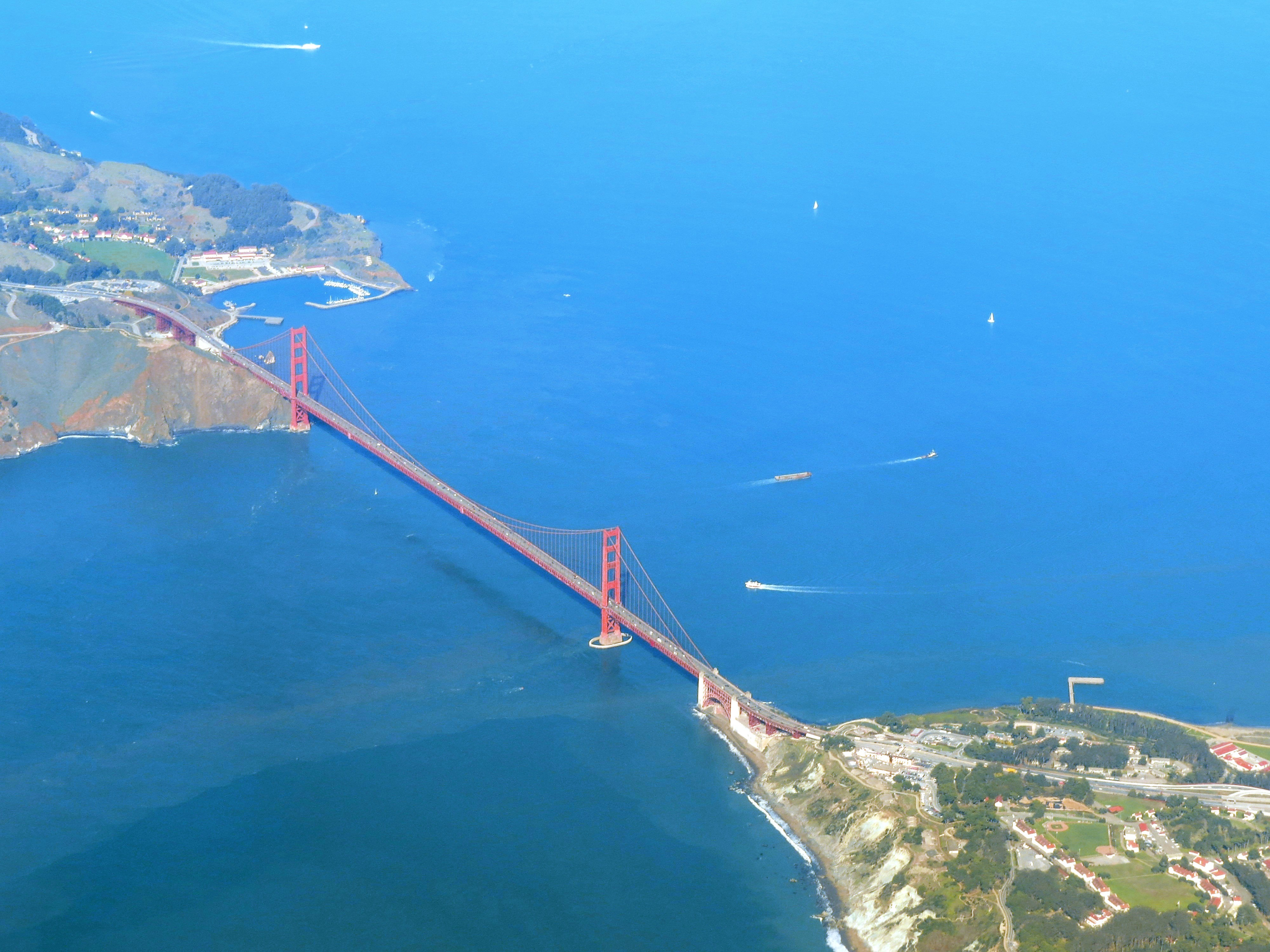
Das Golden Gate aus der Luft

Das Golden Gate (zu Deutsch goldenes Tor) ist eine Meerenge, die den Pazifik mit der Bucht von San Francisco verbindet. Sie ist etwa 8 Kilometer lang und zwischen 1,6 und 3 Kilometer breit. Sie erhielt ihren Namen in der Zeit des großen Goldrausches um 1848 und ist damit auch eine Anlehnung an den Spitznamen des Bundesstaates Kalifornien Golden State. Zu dieser Zeit kamen Tausende von Goldsuchern und Glücksrittern mit Schiffen durch die Meerenge und ankerten im Hafen von San Francisco. Da der Goldrausch Wohlstand und Reichtum verhieß, wurde der Begriff schnell von der Öffentlichkeit übernommen und zum Begriff für den Zugang zum Glück gemacht.
Bis zum Goldrausch nannten die Spanier die Durchfahrt „Boca del Puerto de San Francisco“ („Mund des Hafens von San Francisco“).
Der Durchfluss ist vom starken Tidenhub und den beiden Flüssen Sacramento und San Joaquin über Jahrtausende tief ausgespült worden. Die Strömung durch das Goldene Tor wechselt ihre Richtung mit den Gezeiten. Ihre Geschwindigkeit beträgt bis zu 10 km/h bei Ebbe bzw. 8 km/h bei Flut. 
Seit 1937 wird die Meerenge von der berühmten Golden Gate Bridge überspannt. Bekannt ist auch der gleichnamige Golden Gate Park.